# 贝里 (维埃纳省)
贝里（法語：Berrie，法語發音：[beʁi]）是法国新阿基坦大区维埃纳省的一个市镇，位于该省西北部，属于沙泰勒罗区。

## 地理
贝里（47°4'2"N, 0°4'7"W）面积16.64 平方千米，位于法国新阿基坦大区维埃纳省，该省份为法国中西部省份，北起曼恩-卢瓦尔省和安德尔-卢瓦尔省，西接德塞夫勒省，南至夏朗德省，东南接上维埃纳省，东临安德尔省。
与贝里接壤的市镇（或旧市镇、城区）包括：泰尔奈、莱特鲁瓦穆捷、圣莱热德蒙布里耶、普昂赛、昂图瓦涅、图尔特奈。

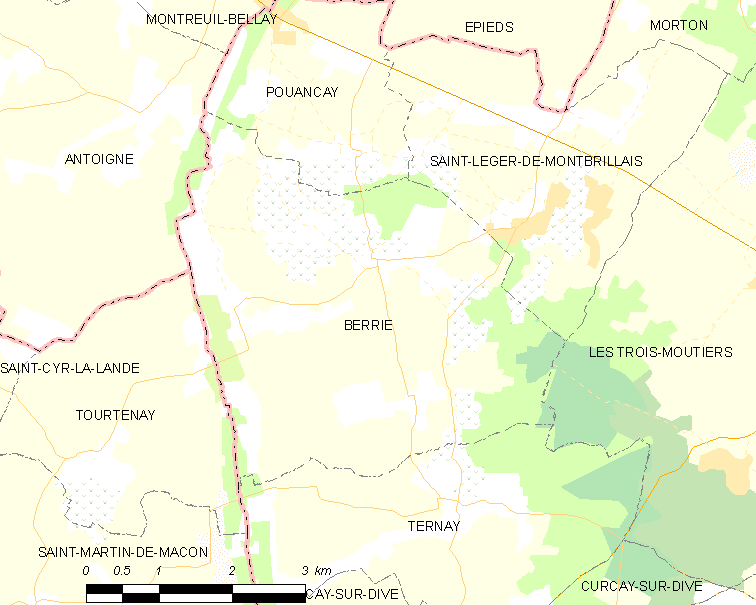
的OSM定位图

贝里的时区为UTC+01:00、UTC+02:00（夏令时）。

## 行政
贝里的邮政编码为86120，INSEE市镇编码为86022。

## 政治
贝里所属的省级选区为卢丹县。

## 人口

1962-2008年间人口变化图示

贝里于2022年1月1日时的人口数量为253人。